# XBIZ Award for Best Sex Scene - All Girl
L'XBIZ Award for Best Sex Scene - All Girl è un premio pornografico assegnato alla scena tra solo ragazze votata come migliore dalla XBIZ, l'ente che assegna gli XBIZ Awards, uno dei maggiori premi del settore.
Come per gli altri premi, viene assegnato nel corso di una cerimonia che si svolge a Los Angeles, solitamente nel mese di gennaio, dal 2013. Il premio dal 2013 al 2016 era noto come Best Scene - All Girl mentre dal 2016 ha preso l'attuale denominazione.

## Vincitrici

### Anni 2010
| Anno | Vincitori                                                    | Titolo                       |
| ---- | ------------------------------------------------------------ | ---------------------------- |
| 2013 | Jesse Jane Kayden Kross Riley Steele Selena Rose Vicky Chase | Mothers and Daugheters       |
| 2014 | Ariel Rebel Anissa Kate                                      | Ariel and Lola: Pornochic 24 |
| 2015 | Kayden Kross Misha Cross                                     | Misha Cross Wide Open        |
| 2016 | Jessie Andrews Carter Cruise                                 | Jessie Loves Girls           |
| 2017 | Deauxma Syren De Mer                                         | Road Queen 35                |
| 2018 | Tori Black Aidra Fox                                         | Tori Black is Back           |
| 2019 | Janice Griffith Ivy Wolfe                                    | After Dark                   |

### Anni 2020
| Anno | Vincitori | Titolo                                                   |
| ---- | --- | -------------------------------------------------------- |
| 2020 | Charlotte Stokely Kenna James                                                                                         | Confessions of a Sinful Nun 2: The Rise of Sister Mona 2 |
| 2021 | Ana Foxxx Kira Noir Serena Blair                                                                                      | Primary                                                  |
| 2022 | Ana Foxxx Scarlit Scandal                                                                                             | Sweet Sweet Sally Mae                                    |
| 2023 | Olive Glass Ariel X                                                                                                   | Love Behind Bars                                         |
| 2024 | Penny Barber Serene Siren                                                                                             | Through My Window                                        |
| 2025 | Penny Barber Casey Calvert Lulu Chu Ana Foxxx Leana Lovings Little Puck Hailey Rose Serene Siren Codi Vore Jane Wilde | Come Out to Play: An All-Girls Warriors Parody           |